# Wladimir Benediktowitsch Nossik
Wladimir Benediktowitsch Nossik (russisch Влади́мир Бенеди́ктович Но́сик; * 3. April 1948 in Moskau, RSFSR, Sowjetunion) ist ein sowjetisch-russischer Filmschauspieler, Verdienter Künstler der Russischen Föderation (1993) sowie Volkskünstler der Russischen Föderation (2016).

## Biografie
Wladimir Benediktowitsch Nossik wurde am 3. April 1948 in Moskau in die Familie des aus Polen stammenden Benedikt Nosek geboren.
Anfang des 20. Jahrhunderts zog sein Vater in die Ukraine, wo er seinen Nachnamen in „Nossik“ änderte (anderen Quellen zufolge wurde sein Vater in der Ukraine geboren, und ein Passbeamter änderte seinen Nachnamen durch einen Zeichenfehler). In der Ukraine heiratete sein Vater Benedikt Alexandra Subbotina. 1940 wurde ihr erster Sohn, Waleri, und 1948 der zweite, Wladimir, geboren.
Nach der Schule wollte Wladimir genauso wie auch sein Bruder Schauspieler werden. 1970 absolvierte Wladimir Nossik das Gerassimow-Institut für Kinematographie in Moskau unter der Führung von B. A. Babotschkin. Von 1970 bis 1995 war er Mitglied der Truppe des Theaterstudios des Filmschauspielers, seit 1995 ist Nossik am staatlichen akademischen Maly-Theater als Schauspieler tätig.

Nossik war ab 1974 bis 1991 Mitglied der KPdSU.

## Privatleben
- Bruder Waleri Nossik (1940–1995)
- Neffe Alexander Nossik (* 1971)

Wladimir Nosik ist verheiratet mit Jelena Alexandrowna Sinitschewa, der Ehe entstammen 3 Kinder:

- Timofej Nossik (1978–2002) absolvierte die Fakultät für Wirtschaftswissenschaften des Gerassimow-Instituts für Kinematographie. Er arbeitete als Filmregisseur an Filmprojekten wie Bumer (OT:Бумер) und war zudem verantwortlich für die Musikclips der Rockband BI-2, ferner drehte Nossik Werbespots. Timofej Wladimirowitsch starb in der Karmadon-Schlucht beim Abgang des Kolka-Gletschers am 20. September 2002 als Teil der Gruppe von Sergei Bodrow während der Dreharbeiten zum Film Swjasnoi (dt. Kontaktmann). Im Dezember desselben Jahres gebar Timofejs Frau eine Tochter.[4]
- Die Zwillinge (* 1984): Jekaterina Nossik absolvierte nach der Schule die Schauspielabteilung des GITIS, während Daria Nossik nach der Schule die Schauspielfakultät der nach M. S. Schtschepkin benannten Moskauer Theaterhochschule abschloss. Beide sind heute als Schauspielerinnen tätig.

## Filmografie (Auswahl)
- 1970 Schuld und Sühne – Alexander Grigorjewitsch Sametow
- 1973 Eta wesjolaja planeta – Walerik, Astronom
- 1986 Ein Regenschirm für Verliebte – Frolikow
- 1986 Jeralasch Folge № 57, „Menschenfreund“ – Vater von Dima

## Auszeichnungen und Ehrungen
- Verdienter Künstler der Russischen Föderation (10. November 1993)[5]
- Volkskünstler der Russischen Föderation (31. März 2016)
- Abzeichen des Kulturministeriums der Russischen Föderation „Für den Beitrag zur russischen Kultur“ (2018)[6]